# Oziothelphusa
Oziothelphusa é um género de crustáceo da família Gecarcinucidae.
Este género contém as seguintes espécies:
- Oziothelphusa dakuna
- Oziothelphusa gallicola
- Oziothelphusa hippocastanum
- Oziothelphusa intuta
- Oziothelphusa kodagoda
- Oziothelphusa mineriyaensis
- Oziothelphusa populosa